# Зебницкий, Николай Васильевич
Николай Васильевич Зебницкий (17 декабря 1919, Новосухотино — 29 ноября 1975, Гомель) — советский партизан в годы Великой Отечественной войны, Герой Советского Союза (01.01.1944). Майор государственной безопасности.

## Биография
Родился 17 декабря 1919 года в селе Новосухотино Кокчетавского уезда (ныне — город Тайынша в Северо-Казахстанской области Казахстана). Получил среднее образование, после чего работал учителем.
В 1940 году был призван на службу в Рабоче-крестьянскую Красную армию. В 1941 году окончил Орловское пехотное училище. С июня того же года — на фронтах Великой Отечественной войны. В сентябре 1941 года возглавил взвод отряда особого назначения Западного фронта, выполнявший специальные задания во вражеском тылу на территории Смоленской и Витебской областей.
В апреле 1942 года был назначен комиссаром партизанского отряда НКГБ БССР имени Дзержинского (более известный как отряд «Вторые»). Группа выполняла специальные операции на территории Белорусской ССР. Так, 4 июля 1942 года отряд захватил секретные документы о дислокации и состоянии нескольких немецких частей. В этом бою командир отряда Павел Качуевский получил тяжёлое ранение, от которого впоследствии скончался. Руководство отрядом было передано Николаю Зебницкому. Отряд под его руководством проводил операции в Могилёвской, Полесской (ныне — Гомельской), Орловской, Смоленской, Черниговской областях, находясь во вражеском тылу двадцать месяцев. За это время отряд добыл огромное количество важнейшей информации, переданной в Центр. Бойцы отряда уничтожили 5 эшелонов, 19 легковых и грузовых автомашин, 377 солдат и офицеров противника, разгромлены 13 оккупационных волостных управлений и тюрьма в Василевичах, что позволило освободить 90 заключённых, несколько гарнизонов. Бойцы отряда распропагандировали целый полицейский отряд, который с оружием перешёл на их сторону. На базе отряда были сформированы ещё три разведывательные группы. Его численность возросла до 219 человек.
Указом Президиума Верховного Совета СССР «О присвоении звания Героя Советского Союза белорусским партизанам» от 1 января 1944 года за «образцовое выполнение правительственных заданий в борьбе против немецко-фашистских захватчиков в тылу противника и проявленные при этом отвагу и геройство и за особые заслуги в развитии партизанского движения в Белоруссии» старший лейтенант Николай Зебницкий был удостоен звания Героя Советского Союза с вручением ордена Ленина и медали «Золотая Звезда» за номером 3206.
После окончания войны служил в органах государственной безопасности СССР. В марте 1955 года в звании майора госбезопасности был уволен в запас.
Проживал в Гомеле. Скончался 29 ноября 1975 года, похоронен в Гомеле.

## Награды и звания
- Герой Советского Союза (01.01.1944)
- Два ордена Ленина
- Орден Красного Знамени
- Орден Красной Звезды
- Ряд медалей[1]

## Память
- Мемориальная доска в честь бойцов оперативно-чекистской группы «Вторые», действовавшей в годы Великой Отечественной войны, известной как специальный партизанский отряд имени Ф.Э. Дзержинского (2010) в деревне Кляпин Кормянского района Гомельской области Беларуси[3]. (Надпись: "Здесь в годы Великой Отечественной войны (1942 г.) базировались партизанский отряд НКГБ (НКВД) БССР под командованием П.П.Качуевского, Героя Советского Союза Н.В.Зебницкого и партизанская бригада НКГБ (НКВД) СССР "Вперед" под командованием П.Г.Шемякина и П.Г.Малюгина"). В послевоенное время на месте базирования спецотряда в деревне Кляпин была построена средняя двухэтажная школа (в настоящее время — Кляпинский учебно-педагогический комплекс). Именно на фасаде этого здания в торжественной обстановке и была открыта мемориальная доска.
- Стела в честь Н. В. Зебницкого установлена на Аллее Героев в Гомеле (ул. Советская)[4][5].
- На здании Управления Комитета государственной безопасности по Гомельской области в Гомеле по улице Билецкого установлена мемориальная доска[1].
- В городе Тайынша (Северо-Казахстанская область, Республика Казахстан) именем Н. Зебницкого названа улица.
- 15 декабря 2022 года в Гомеле открыта мемориальная доска в честь Н. В. Зебницкого. Расположена на доме по проспекту Победы, где проживал Н. В. Зебницкий[6].
- Именем Н. Зебницкого названа одна из улиц Гомеля[7] (бел. Вуліца Мікалая Зябніцкага, рус. Улица Николая Зебницкого).
- 25 ноября 2023 года в Гомеле в честь Н. Зебницкого открыт мурал на фасаде дома по улице Советской[8]. Около изображения размещён QR-код.
- Экспозиция в Белорусском государственном музее истории Великой Отечественной войны[9].